# レオ2世 (東ローマ皇帝)
レオ2世（467年? - 474年11月17日）は、東ローマ帝国レオ朝の第2代皇帝（在位：474年）。外祖父は初代皇帝レオ1世。父はゼノン。母はレオ1世の娘でゼノンの妻アリアドネ。

## 生涯
474年のレオ1世の死後、皇位は外孫のレオ2世が継ぐこととなった。しかしまだ7歳という幼年であったため、父のゼノンが共同皇帝として即位し、政治を取り仕切ることとなった。
しかし同年のうちに、病のために死去した。その死後ゼノンが正帝として即位した。没した時7歳前後。

## 没年齢に関する異説
「Chronicon Paschale」はレオ2世が474年11月に亡くなったことに関しては通説と一致しているが、没年齢に関しては17歳としており、これは誤りと思われる。ゼノンとアリアドネの結婚は466年または467年と考えられており、17歳没説では単純計算でも457年頃の生まれとなり、かつアリアドネの生年は確定は出来ないが、マルキアヌスの死の前（450年 - 457年）とされている為である。

## 生存説
一方で、レオ2世は474年に亡くなっておらず、ユスティニアヌス1世の治世（527年 - 565年）まで生き延びたという生存説がある。
「Victoris Tonnennensis Episcopi」はゼノンが475年に息子レオ2世を殺そうとしたが、レオ2世は母アリアドネによって、修道院に隠され、ユスティニアヌス1世の治世まで生き残ったと記録している（Victoris Tonnennensis Episcopi Chronicon 464, MGH Auct. ant. XI, p. 187.）。
ウィーンのアドンも著書の中で、ゼノンは息子レオ2世を殺したかったが、アリアドネはレオ2世の為に別の子供を身代わりにし、レオ2世自身はコンスタンティノープルの教会の聖職者となり、ユスティニアヌス世の治世まで生きていたと述べている。しかし、この物語は伝説的であるとの見方が強い（Rodolphe Guilland Études Byzantines chapitre I « La destinée des Empereurs de Byzance », Presses universitaires de France, Paris, 1959 p. 3）。
この説の背景には、アルマトゥス（レオ2世の祖母ウェリーナの甥で、ゼノンの対立皇帝バシリスクスの甥でもある）の息子バシリスクスと混同されている可能性が非常に高いことが考えられている。このバジリスクスは476年にカエサル（副帝）に就任し、父親がゼノンに殺害された後、アリアドネの介入よって救われた人物である。バシリスクスがレオという尊号に改名したことに由来する可能性も指摘されている（Shalev-Hurvitz, Vered (2015). Holy Sites Encircled: The Early Byzantine Concentric Churches of Jerusalem. Oxford.p. 231: Oxford University Press）。最終的にバシリスクスはキュジコス（キジクス）の聖職者（司教）となり、恐らくユスティニアヌス1世の治世まで生存している。